# Школа Нанси
Школа Нанси́ (фр. L’Ecole de Nancy) — условное название объединения художников и мастеров декоративно-прикладного искусства, а также учебных и производственных предприятий, возникших в столице Лотарингии в период модерна, на рубеже XIX—XX веков.

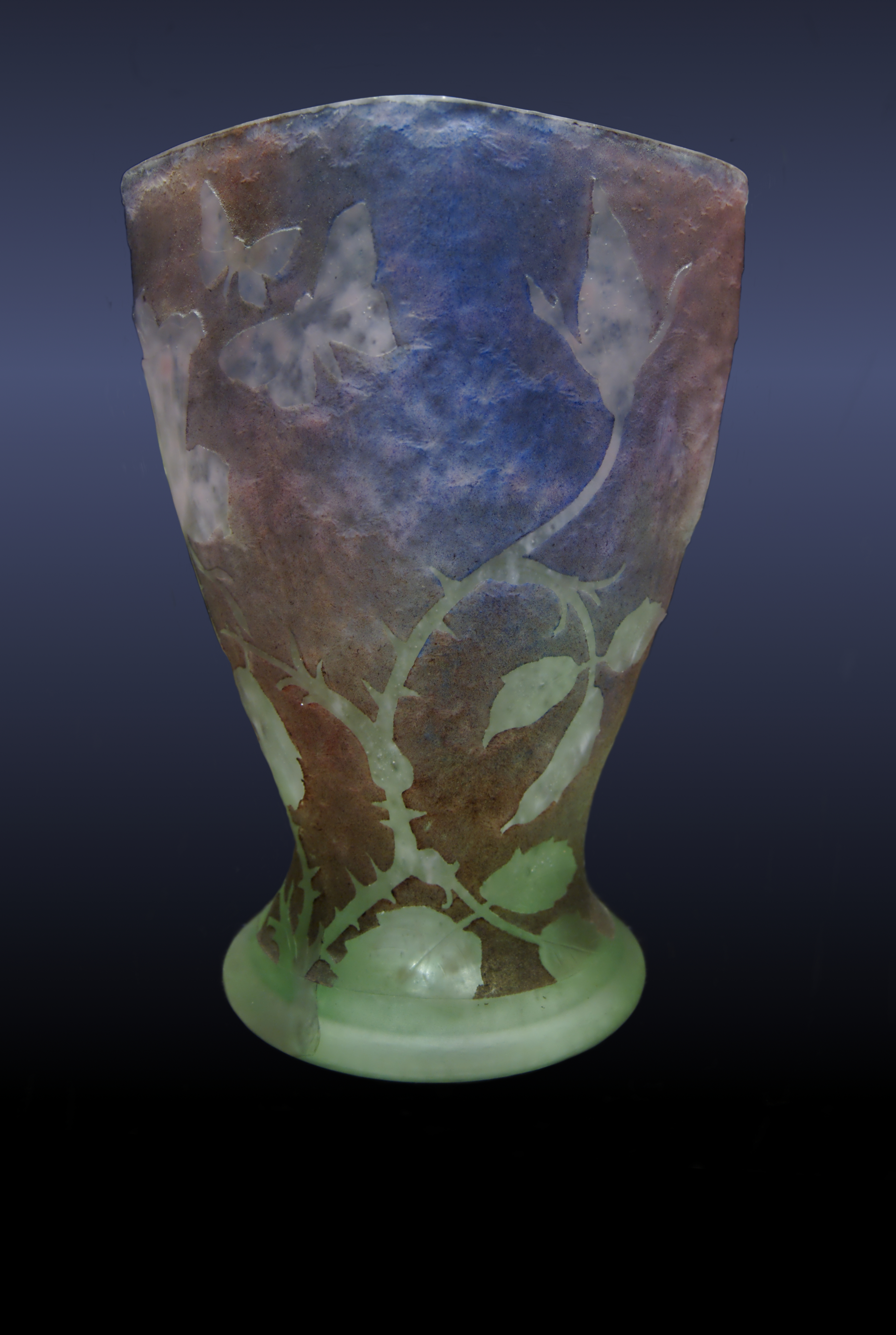
А. Дом. Ваза. 1903. Стекло, травление. Музей изобразительных искусств, Нанси

В 1874 году выдающийся французский художник, мастер стеклоделия и проектировщик мебели Эмиль Галле основал в своём родном городе Нанси стекольную фабрику и при ней школу для будущих мастеров. В 1878 году Жан Дом (Даум) приобрёл в этом же городе старую стекольную фабрику, которой в 1887 году стал руководить его сын — Антонен (Антуан) Дом (1864—1930). С ним работал его брат Огюст (1853—1909). После успеха Эмиля Галле на Всемирной выставке 1889 года в Париже братья Дом решили обратиться к «новому стилю» — искусству ар нуво. Они начали выпускать изделия из стекла с флоральным (растительным) декором, близкие тем, что производил сам Галле. Братья Дом, как и Галле, использовали травление многослойного стекла, роспись, пескоструйную обработку, гравировку.
В 1883 году Галле открыл в Нанси мебельное производство. В 1901 году группа художников создала в столице Лотарингии «Местное объединение промышленных искусств» (Alliance provinciale des Industries d’Arts). Художники объединения не употребляли термин «школа», они называли себя «союзом ремесленников», следуя эстетической теории Уильяма Морриса и его предприятия «Искусства и ремёсла», организованного им по типу ремесленных гильдий средневековья. Мастера Нанси стремились возродить ремесленные традиции старой Лотарингии, ручного труда, но также отразить идеи ар-нуво, которые также отчасти отражали идеалы красоты доиндустриального века.
В 1901 году Эмиля Галле как самого знаменитого лотарингца избрали президентом Художественной школы Нанси. Вице-президентом стал Антонен Дом. После кончины Галле в 1904 году Антонин стал президентом школы. Художники Нанси изображали на своих изделиях — в мебели, стекле, керамике — характерные для культуры модерна растительные мотивы, под влиянием восточного искусства: фениксов и павлинов, но также папоротник и лотарингский шестиконечный крест — символ их страны, а также розу, означающую «бесконечную красоту жизни».
В школе Нанси работали и другие известные художники: Анри Берже (фр.), Эжен Валлен (фр.), Луи Мажорель, Виктор-Эмиль Пруве. Мажорель создавал оригинальные образцы мебели с декором в технике инкрустации перламутром и маркетри из ценных пород дерева. Пруве работал в Париже, выпускал мебель в стиле ар нуво, изделия из стекла, светильники и ювелирные украшения. В 1904 году он вернулся в Нанси, а в 1918 году возглавил там же Школу изящных искусств. Его сын Жан Пруве (1901—1984), архитектор-декоратор, проектировщик интерьера и мебели, после «Международной выставки современных декоративных и промышленных искусств» (Exposition Internationale des Arts Décoratifs et Industriels Modernes) 1925 года в Париже, ознаменовавшей рождение нового стиля: ар деко (от Arts Décoratifs), также изменил свой стиль.
Стекольная фабрика Э. Галле действовала до 1931 года. Завод братьев Дом существует по настоящее время. В 1964 году в Нанси создан Музей школы Нанси.